# Solan de Coserans
Solan de Coserans (en francès Soulan) és un municipi francès, situat a la regió d'Occitània, departament de l'Arieja.